# Rosana Kiroska
Rosana Kiroska (mazedonisch Росана Кироска; * 22. Januar 1991 in Kruševo) ist eine ehemalige nordmazedonische Skilangläuferin und Biathletin.

## Werdegang
Kiroska nahm von 2006 bis 2017 vorwiegend am Skilanglauf-Balkan-Cup teil. Dabei belegte sie zwei zweite Plätze und errang 2011 den vierten Platz in der Gesamtwertung. Bei den nordischen Skiweltmeisterschaften 2009 in Liberec belegte sie den 83. Platz im Sprint und bei den Olympischen Winterspielen 2010 in Vancouver den 76. Rang über 10 km Freistil. Bei den nordischen Skiweltmeisterschaften 2011 in Oslo errang sie den 76. Platz im Sprint. Im Februar 2015 errang sie bei den nordischen Skiweltmeisterschaften in Falun den 85. Platz im Sprint und den 68. Rang über 10 km Freistil.
Im Biathlon nahm sie von 2007 bis 2015 am IBU-Cup teil und lief bei den Europameisterschaften 2015 in Otepää auf den 69. Platz im Sprint sowie auf den 65. Rang im Einzel.